# Estación de Jaraco
Jaraco (en valenciano: Xeraco) es una estación de ferrocarril situada en el municipio español homónimo en la provincia de Valencia, Comunidad Valenciana. Tiene parada de trenes de la línea C-1 de Cercanías Valencia.

## Situación ferroviaria
Se encuentra situada en el punto kilométrico 43,5 de la línea férrea de ancho ibérico Silla-Gandía, a 6 metros de altitud sobre el nivel del mar.

## Historia
La estación tiene su origen en una línea de ancho métrico entre Silla y Cullera que se inauguró el 19 de agosto de 1878 por parte de la Compañía del Ferrocarril Económico de Silla a Cullera. En 1923, la línea fue vendida a Norte que aprovechó la adquisición para cambiar el ancho de vía y convertir el trazado a ancho ibérico. En 1941, tras la nacionalización del ferrocarril en España la estación pasó a ser gestionada por la recién creada RENFE. En 1976, la compañía estatal decidió prolongar la línea hasta Gandía dando lugar a nuevas estaciones entre las que se encuentra Jaraco.
Desde el 31 de diciembre de 2004 Adif es la titular de las instalaciones ferroviarias.

## Servicios ferroviarios

### Cercanías
Los trenes de cercanías de la línea C-1 se detienen en la estación.
| procedencia/destino | < estación            | Línea                  | estación > | destino/procedencia |
| ------------------- | --------------------- | ---------------------- | ---------- | ------------------- |
| Valencia-Norte      | Tabernes de Valldigna |                        | Gandía     | Gandía              |
| Valencia-Norte      | Tabernes de Valldigna | Playa y Grao de Gandía |            |                     |